# Like I'm Gonna Lose You
«Like I'm Gonna Lose You»  —en español: «Como si fuera a perderte»— es una canción interpretada por la cantante estadounidense Meghan Trainor, incluida en su  álbum de estudio debut, Title. Cuenta con la colaboración vocal del cantante de R&B estadounidense John Legend. Trainor la compuso junto con Justin Weaver y Caitlyn Smith, mientras que Trainor y Chris Gelbuda la produjeron. Epic Records lo publicó como el cuarto sencillo del álbum el 23 de junio de 2015.

## Antecedentes y descripción
«Like I'm Gonna Lose You» fue compuesta por Trainor, junto con Justin Weaver y Caitlyn Smith. Al inicio era solo un demo compuesto «hace años», y que quiso excluir de la lista de canciones de su álbum debut comercial Title (2015). La canción fue escrita para resonar de manera similar a la canción «Stand by Me» (1960) y a «With a Little Help from My Friends» (1967) de The Beatles. En una entrevista a Digital Spy, Trainor habló de la concepción de la canción:

«'Like I'm Gonna Lose You' tiene letras muy emotivas que te llevan a un lugar real. La escribí en Nashville acerca de... ya sabes, cuando tienes aquellas pesadillas que solo muere tu hermano, tu hermano o novio? Y que te despiertas sudando y llorando, y, luego tienes que ir a comprobar para asegurar que están vivos, y dices: "oh mi Dios, gracias a Dios". Es como voy a amar, como que te voy a perder, porque sé lo que se siente ese sueño y no voy a dejar que suceda».

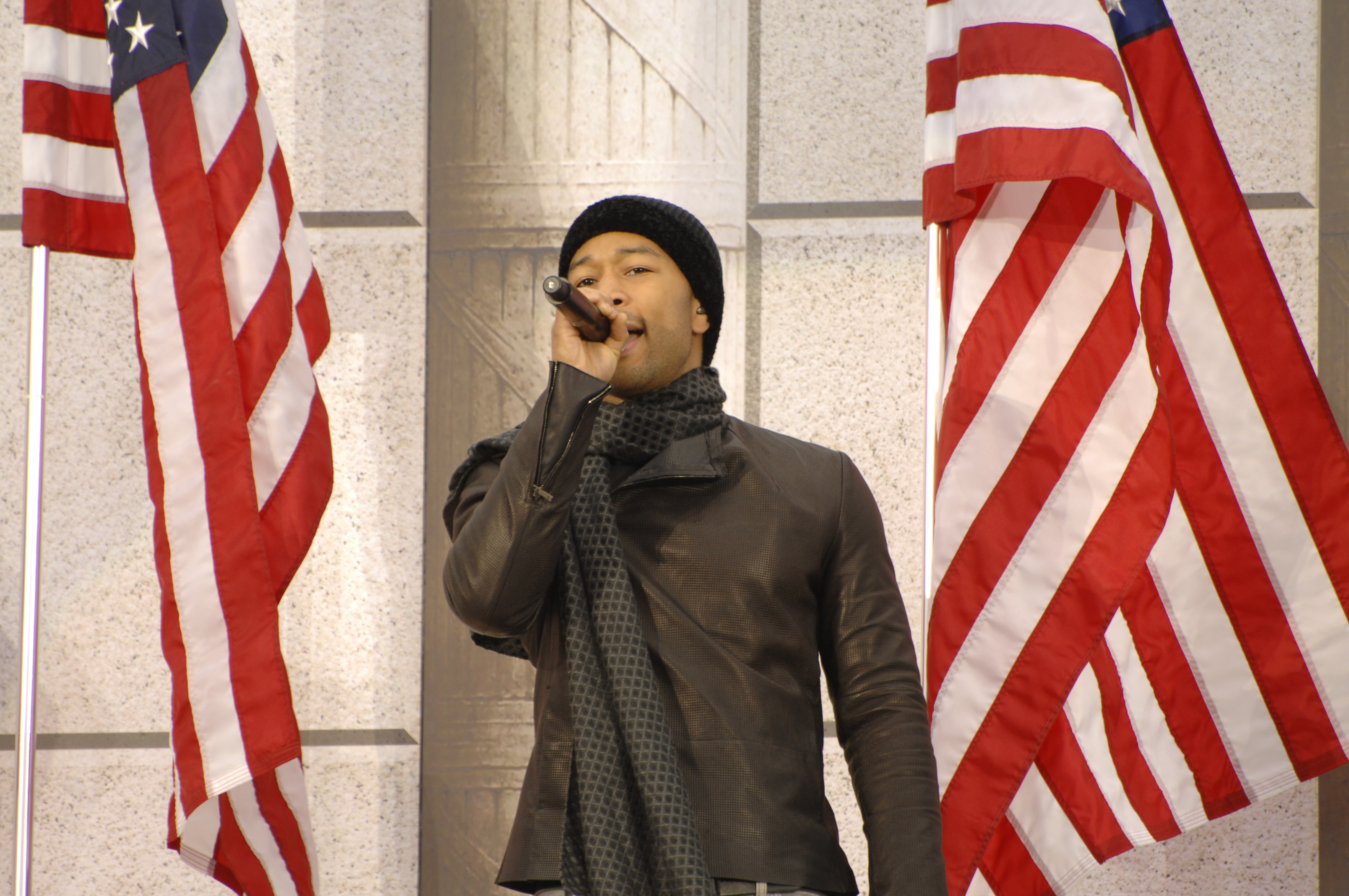
John Legend, quien colabora en la canción.

En un principio, Trainor tenía la intención de grabar la pista sola, la versión de Trainor fue enviada entonces por L.A. Reid, presidente de su sello discográfico a John Legend. Legend contestó: «Me encanta este: yo quiero ser parte de ella». «Like I'm Gonna Lose You» es una canción de balada y soul de estilo retro. En el tema, Trainor abarca su rango de soprano, en el dueto con Legend, además incluyen coros adicionales por Trainor y Gelbuda. La pista consta de armonías mínimas y acompañamiento instrumental, solicitando la voz Trainor y de Legend en su vanguardia. Caracterizado como una canción de amor, con un tema lírico del fatalismo, «Like I'm Gonna Lose You» canaliza la ansiedad sobre la pérdida de alguien en la determinación de sacar el mayor partido posible a cada momento. La canción está escrita en la tonalidad Do mayor. Se interpreta en un tempo de setenta y dos pulsaciones por minuto. Epic lo lanzó como cuarto sencillo del álbum Title el 23 de junio de 2015, en la radio rítmica y contemporánea, mientras que en el Reino Unido se lanzará vía digital el 7 de agosto de 2015.

## Recepción

### Comercial
En la fecha del 18 de enero de 2015, la canción se convirtió en la cuarta más compartida del sitio web Spotify en los Estados Unidos, mientras que en el mundo, se posicionó como la quinta. Antes de ser lanzado como sencillo, el 31 de enero de 2015, «Like I'm Gonna Lose You» debutó en la posición sesenta y tres en Canadá, y en Estados Unidos, debutó en la lista Bubbling Under Hot 100 Singles en la posición once. Para la lista del 25 de julio de 2015, la canción debutó en la posición noventa y cinco del Billboard Hot 100.
En Australia, «Like I'm Gonna Lose You» debutó en la posición ochenta de la ARIA Singles Chart, en la semana del 8 de junio de 2015, en su siguiente semana, ascendió sesenta y un posiciones a la dieciocho, siendo el quinto top veinte consecutivo de Trainor en la región. Dos semanas después, el tema ascende a la primera posición, donde se mantuvo durante cuatro semanas consecutivas, marcando así el segundo sencillo número uno de ambos artistas en Australia. De igual forma la Australian Recording Industry Association (ARIA), le concedió al sencillo un disco de platino por 70 000 copias distribuidas en ese país. En Nueva Zelanda, el sencillo debutó en la posición veintiséis del NZ Top 40 Singles, más adelante logró ascender hasta el primer puesto, que mantiene durante dos semanas seguidas, así se convierte en el tercer número uno de Trainor y el primero de Legend en esa lista. La Recorded Music NZ (RMNZ), le otorgó a «Like I'm Gonna Lose You», un disco de oro, por 7500 copias vendidas en la isla.

## Posicionamiento en listas

### Semanales
| Australia         | ARIA Singles Chart        | 1  |
| Bélgica (Valonia) | Ultratip Singles          | 36 |
| Canadá            | Canadian Hot 100          | 8  |
| Canadá            | Canada HAC                | 1  |
| Escocia           | Scottish Singles Chart    | 64 |
| Estados Unidos    | Billboard Hot 100         | 8  |
| Estados Unidos    | Adult Pop Songs           | 1  |
| Estados Unidos    | Digital Songs             | 6  |
| Estados Unidos    | Pop Songs                 | 5  |
| Estados Unidos    | Streaming Songs           | 16 |
| Estados Unidos    | Radio Songs               | 3  |
| Estados Unidos    | Adult Contemporary        | 2  |
| Nueva Zelanda     | New Zealand Singles Chart | 1  |
| Reino Unido       | UK Singles Chart          | 99 |
| Sudáfrica         | EMA Airplay Chart         | 6  |

#### Sucesión en listas
| Predecesor: «Start Again» de Conrad Sewell | ARIA Singles Chart — Sencillo número uno 27 de junio de 2015 — 25 de julio de 2015         | Sucesor: «Are You With Me» de Lost Frequencies |
| Predecesor: «Inside Out» de Avalanche City | New Zealand Singles Chart — Sencillo número uno 17 de julio de 2015 — 10 de agosto de 2015 | Sucesor: «Drag Me Down» de One Direction       |

### Certificaciones
| País           | Organismo certificador | Certificación | Ventas certificadas | Ref.   |
| -------------- | ---------------------- | ------------- | ------------------- | ------ |
| Australia      | ARIA                   | 5× Platino    | 350 000             | [ 18 ] |
| Canadá         | CRIA                   | Platino       | 80 000              | [ 34 ] |
| Dinamarca      | IFPI — Dinamarca       | Oro           | 30 000              | [ 35 ] |
| Estados Unidos | RIAA                   | 4× Platino    | 4 000               | [ 36 ] |
| Italia         | FIMI                   | Oro           | 25 000              | [ 37 ] |
| Nueva Zelanda  | RMNZ                   | 2× Platino    | 30 000              | [ 20 ] |
| Polonia        | ZPAV                   | 2× Platino    | 40 000              | [ 38 ] |
| Reino Unido    | BPI                    | Plata         | 200 000             | [ 39 ] |
| Suecia         | IFPI — Suecia          | Oro           | 20 000              | [ 40 ] |

## Créditos y personal
Grabación y mezcla
- Grabado en The Green Room, East Nashville, Tennessee y Germano Studios Nueva York, Nueva York
- Mezclado en Labaree North Sudios, Universal City, California
- Masterizado en The Mastering Palace, Nueva York, Nueva York
- Publicación de Year Of The Dog Music (ASCAP), una división de Big Yellow Dog, LLC / Over-Thought Under-Appreciated Songs (ASCAP)

Personal
- Meghan Trainor: Voz, composición, producción ejecutiva, corista, programación, instrumentación
- Chris Gelbuda: Producción, instrumentación, programación, corista, reproducción y grabación de sonido, instrumentación
- Justin Weaver: Composición
- Caitlyn Smith: Composición
- Jason Angel: Grabación
- Kenta Yonesaka: Asistente de grabación
- Manny Marroquín: Mezcla
- David Kutch: Máster de grabación
- John Legend: Voz, Artista invitado (cortesía de  Getting Our Dreams/Columbia Records, división de Sony Music Entertainment)
- Compañía discográfica: Epic Records.

Fuentes: Notas del disco Title.

## Historial de lanzamientos
| País           | Fecha               | Formato                     | Ref.   |
| -------------- | ------------------- | --------------------------- | ------ |
| Estados Unidos | 23 de junio de 2015 | Radio contemporánea         | [ 2 ]  |
| Estados Unidos | 23 de junio de 2015 | Radio rítmica contemporánea | [ 11 ] |
| Reino Unido    | 7 de agosto de 2015 | Descarga digital            | [ 12 ] |